# Anilus Joseph
Anilus Joseph (ur. 21 stycznia 1945) – haitański lekkoatleta specjalizujący się w biegach sprinterskich i długodystansowych, olimpijczyk.
Reprezentował Haiti w konkursie biegu na 10 000 metrów na Letnich Igrzyskach Olimpijskich 1972, które odbyły się w Monachium. 
Pierwsze okrążenie ukończył z czasem 59,6 sekundy, co dało mu znaczącą przewagę nad innymi. Na ósmym okrążeniu wyprzedzili go wszyscy pozostali zawodnicy, a na dwunastym został wyprzedzony po raz drugi. Kiedy inni zakończyli już konkurencję, a sędzia poinformował Josepha, że ma jeszcze do przebiegnięcia ponad kilometr, zawodnik się zdenerwował, a następnie wycofał się z wyścigu.